# Rosolino Bianchetti
Rosolino Bianchetti Boffelli (ur. 25 lutego 1945 w Camisano) – włoski duchowny rzymskokatolicki działający w Gwatemali, w latach 2012–2023 biskup Quiché.

## Życiorys
Święcenia kapłańskie przyjął 28 czerwca 1974 i został inkardynowany do diecezji Crema. Był misjonarzem fidei donum w Wenezueli i w Gwatemali. Od 1983 pracował w gwatemalskiej diecezji Quiché i w 1987 został jej prezbiterem. W 2005 objął funkcję wikariusza generalnego.
20 listopada 2008 został mianowany biskupem Zacapy. Sakry biskupiej udzielił mu 31 stycznia 2009 ówczesny biskup Quiché, Mario Alberto Molina Palma.
14 września 2012 otrzymał nominację na biskupa Quiché, zaś 24 listopada 2012 kanonicznie objął urząd.
15 kwietnia 2023 przeszedł na emeryturę.